# Truffaldino ở Bergamo
Truffaldino ở Bergamo (tiếng Nga: Труффальдино из Бергамо) là một bộ phim ca nhạc, có phần hài hước của đạo diễn Vladimir Vorobyov, ra mắt năm 1977.
Truyện phim dựa theo vở nhạc kịch Kẻ tôi tớ có hai chủ nhân của nhà soạn kịch Carlo Goldoni.

## Diễn viên
- Konstantin Raykin... Truffaldino ở Bergamo
- Natalia Gundareva... Smeraldina
- Валентина Кособуцкая... Beatrice Rasponi
- Виктор Костецкий... Florindo Aretusi
- Лев Петропавловский... Pantalone
- Елена Дриацкая... Clarice
- Виктор Кривонос... Silvio Lombardi
- Игорь Соркин... доктор Ломбарди, отец Сильвио
- Александр Березняк... Brighella
- Гликерия Богданова-Чеснокова... дама, горожанка Венеции

## Ê-kíp
- Thiết kế sản xuất: Isaak Kaplan